# 団鬼六 美女縄化粧
『団鬼六 美女縄化粧』（だんおにろく びじょなわげしょう）は1983年12月2日公開の日本映画。カラー、ビスタ。上映時間69分。にっかつが製作・配給したにっかつロマンポルノ。

## 概要
谷ナオミ、麻吹淳子につづく「3代目日活SMの女王」とよばれた高倉美貴の主演第２作。団鬼六原作「濡れた復讐」の映画化。

## あらすじ
清楚な女子大生、華子。茶道教室へ毎週父と一緒に通う良家の娘だった。ある日大学からの帰宅途中、京田と谷の二人組にクロロホルムをかがされ、誘拐・監禁されてしまう。翌日ホテルに連れられた華子は、マジックミラーの向こうで、父が若い女・レナを縛りあげているのを見せられる。父親の姿に傷ついた華子は、その後隙を見て、茶道の師匠の江里子のもとへ逃げるが、すぐに見つかってしまい、京田は江里子を襲う。翌日から本格的に始まる、京田の調教により華子は変貌していく。

## スタッフ
- プロデューサー：奥村幸士
- アシスタントプロデューサー：鶴英次
- 原作：団鬼六「濡れた復讐」より（二見書房刊）
- 脚本：中野顕彰
- 撮影：水野尾信正
- 照明：野口素胖
- 録音：酒匂芳郎
- 美術：金田克美
- 編集：山田真司
- 選曲：細井正次
- 効果：東洋音響
- 助監督：北村武司
- 色彩計測：森島章雄
- 製作進行：佐々木孝裕
- 現像：東映化学
- 緊縛指導：Dr.ハルマ
- 監督：藤井克彦
- スチール：目黒祐司（ノンクレジット）

## キャスト
- 高倉美貴：久我山華子
- 伊藤麻耶：レナ
- 大杉漣：京田宗一
- 隈本吉成：谷
- 都家歌六：運転手
- 森みどり：秋子
- 江崎和代：江里子（茶道の師匠）
- 宇南山宏：久我山（華子の父）

## 同時上映
『ケンちゃんちのお姉さん』
- 監督：児玉高志　脚本：伴一彦
- 出演：岡本かおり、岡部正純

『発禁・秘画のおんな』
- 監督：黒沢直輔　脚本：宮下教雄
- 出演：仁科まり子、三崎奈美、山口千枝